# 도키와다이역 (도쿄도)
도키와다이역(일본어: ときわ台駅, ときわだいえき)은 일본 도쿄도 이타바시구에 있는 도부 철도 도조 본선 역이다. 역 번호는 TJ 06이다.

## 역사
- 1935년 10월 20일: 무사시토키와다이역으로 영업 개시.
- 1951년 10월 1일: 도키와다이역으로 역명 변경.
- 2007년
  - 2월 6일: 경찰관이 하차하던 도중 급행 열차에 부딪혀 사고 발생.
  - 4월 27일: 오전 10시부터 발차 멜로디 사용 개시.
- 2012년 3월 17일: TJ 06의 역 번호 도입.

## 역 구조
섬식 승강장 1면 2선의 지상역이다. 승강장과 북쪽 출입구 사이에는 지하도로 남쪽 출입구는 과선교로 연결된다. 북쪽 역사는 개통 시의 것으로, 산뜻한 서양식 건축이다.
유니버설 디자인의 일환으로 역 승강장 중앙에 다기능 화장실과 남쪽 대합실과 연결되는 엘리베이터가 설치되어 있다.

### 승강장
| 번호 | 노선    | 방향 | 행선                          |
| ---- | ------- | ---- | ----------------------------- |
| 1    | 도조 선 | 하행 | 나리마스・시키・가와고에 방면 |
| 2    | 도조 선 | 상행 | 오야마・이케부쿠로 방면       |

## 역 주변
- 이타바시 구 국립 중앙 도서관
- 이타바시 구립 토키와 다이 초등 학교
- 이타바시 소방서 도키와다이 출장소
- 일본 서예 미술관
  - 일본 교육 서예 연맹 본부
- 신메이 신사
- 이타바시 도키와다이 우체국
- 이타바시 미나미토키와다이 우체국
- 도키와다이 침례교
- 학교 법인 대승 슈쿠토쿠 학원
  - 슈쿠토쿠 대학 도쿄 캠퍼스

## 인접역
| 도부 철도 도조 본선                | 도부 철도 도조 본선 | 도부 철도 도조 본선                |
| ---------------------------------- | ------------------- | ---------------------------------- |
| TJ 05 나카이타바시 이케부쿠로 방면 | □ 보통              | 가미이타바시 TJ 07 오가와마치 방면 |